# كريستيان غوتفريد هوفمان
كريستيان غوتفريد هوفمان (بالألمانية: Christian Gottfried Hoffmann)‏ (و. 1692 – 1735 م) هو مؤرخ، وأستاذ جامعي ألماني، كان عضوًا في الأكاديمية البروسية للعلوم، توفي في فرانكفورت، عن عمر يناهز 43 عاماً.

## التعليم
تعلم في جامعة لايبتزغ
.